# Distrikt Caminaca
Der Distrikt Caminaca liegt in der Provinz Azángaro in der Region Puno in Südost-Peru. Der Distrikt besitzt eine Fläche von 118 km². Beim Zensus 2017 wurden 3115 Einwohner gezählt. Im Jahr 1993 betrug die Einwohnerzahl 4398, im Jahr 2007 3828. Sitz der Distriktverwaltung ist die 3804 m hoch gelegene Ortschaft Caminaca mit 137 Einwohnern (Stand 2017). Caminaca befindet sich 48 km südsüdöstlich der Provinzhauptstadt Azángaro.

## Geographische Lage
Der Distrikt Caminaca befindet sich im Andenhochland im äußersten Süden der Provinz Azángaro. Der Río Ramis (auch Río Azángaro) durchquert den Distrikt in östlicher Richtung.
Der Distrikt Caminaca grenzt im Süden an die Distrikte Pusi (Provinz Huancané) und San Miguel (Provinz San Román), im Westen an die Distrikte Calapuja (Provinz Lampa) und Achaya, im äußersten Nordwesten an den Distrikt Arapa sowie im Osten an den Distrikt Samán.

## Ortschaften
Im Distrikt gibt es neben dem Hauptort folgende größere Ortschaften:
- San Pedro Collana